# A16 (motorväg, Schweiz)
A16 är en motorväg i Schweiz som går mellan Boncourt och Biel/Bienne.